# Энхо, Мейю
Мейю Энхо (фин. Meiju Enho, род. 1981) — бывшая клавишница финской фолк-/MDM группы Ensiferum. Мейю пришла в группу вскоре после выпуска их дебютного альбома Ensiferum в 2001 году, и покинула группу в 2007. Вот что она сообщила по поводу своего ухода из группы 10 сентября 2007 года:
Сейчас я достигла того момента в жизни, когда я вынуждена покинуть битву. Это время для того, чтобы что-то другое заняло в моей жизни место ENSIFERUM. Эти 6 лет были абсолютно незабываемыми, но они также были трудными. Я отдала себя музыке, игре и концертам на 100%, и сейчас я чувствую себя уставшей, но счастливой - это стоило того! Тем не менее, сейчас время для того, чтобы отправиться на встречу новым приключениям!
Кроме того, Мейю также являлась сессионным музыкантом в другой финской группе — Finntroll, иногда заменяя на этом посту Хенри «Троллхорна» Сорвали.